# Charles Hare
Charles Edgar Hare (Birmingham, 16 luglio 1915 – Salisbury, 18 novembre 1996) è stato un tennista e giudice di tennis britannico.

## Carriera
È stato attivo principalmente negli anni '30 e la sua stagione migliore in singolare è stata il 1937 quando ha raggiunto i quarti di finale in due tornei dello Slam e a fine anno è stato classificato come decimo tennista al mondo.
Nel doppio maschile è riuscito a raggiungere due finali a Wimbledon in coppia con Frank Wilde ma in entrambi i casi ne sono usciti sconfitti, ha fatto parte della squadra britannica di Coppa Davis nel 1937 e 1939 ottenendo quattro vittorie e altrettante sconfitte e ha giocato la finale mondiale contro gli Stati Uniti.
Dopo la carriera agonistica non si è allontanato dal mondo del tennis, ha intrapreso una carriera da giudice di sedia agli US Open e nei principali tornei statunitensi, durante il torneo di Palm Springs 1976 ha squalificato il nrº 1 al mondo Ilie Năstase nel suo quarto di finale.

## Vita privata
Ha conosciuto la tennista Mary Hardwick negli Stati Uniti e la coppia si è sposata nel 1943.

## Finali del Grande Slam

### Doppio maschile

#### Sconfitte (2)
| Nr. | Data          | Torneo                          | Superficie | Compagno    | Avversari in finale       | Risultato               |
| 1.  | 4 luglio 1936 | Torneo di Wimbledon, Londra     | Erba       | Frank Wilde | Pat Hughes Raymond Tuckey | 4–6, 6–3, 9–7, 1–6, 4–6 |
| 2.  | luglio 1939   | Torneo di Wimbledon, Londra (2) | Erba       | Frank Wilde | Elwood Cooke Bobby Riggs  | 3–6, 6–3, 3–6, 7–9      |